# Muna Lee
Muna Lee (Little Rock (Arkansas), Estados Unidos, 30 de octubre de 1981) es una atleta estadounidense, especialista en la prueba de 4 x 100 m, en la que ha logrado ser campeona mundial en 2005.

## Carrera deportiva
En el Mundial de Helsinki 2005 ganó la medalla de oro en los relevos 4 x 100 m, con un tiempo de 41.78 segundos, por delante de Jamaica y Bielorrusia, siendo sus compañeras de equipo: Angela Daigle-Bowen, Me'Lisa Barber y Lauryn Williams.